# 周剑
周剑（1968年3月—），男，汉族，河南信阳固始人，中华人民共和国外交官，曾任中华人民共和国驻卡塔尔国特命全权大使，现任中华人民共和国驻斐济共和国特命全权大使。

## 生平
1995年，周剑从中国人民大学历史系世界近现代史专业硕士毕业，同年进入外交部亚洲司，任科员，后升任三秘。1999年，任驻新加坡大使馆三秘，后升任二秘。2002年，任外交部政策研究室二秘，后升任副处长。2006年，任外交部政策研究司处长，后升任参赞兼处长。2011年，任中共中央办公厅调研室副巡视员。2014年，任外交部政策规划司参赞。2016年，升任外交部政策规划司副司长。2019年7月，出任中华人民共和国驻卡塔尔大使。2022年12月，自驻卡塔尔大使离任。2023年1月，出任中华人民共和国驻斐济大使。